# Amtsgericht Weinheim

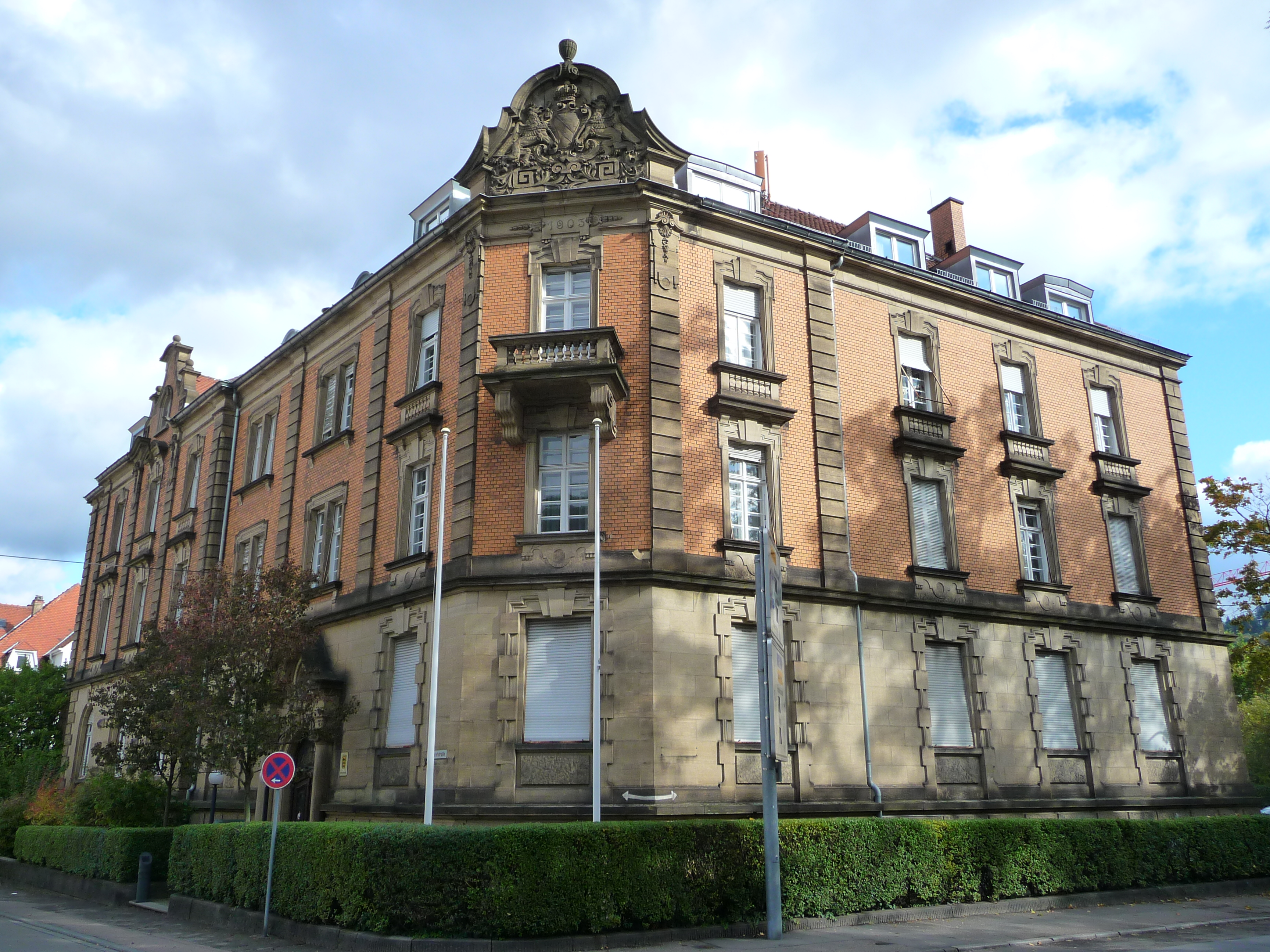
Amtsgericht Weinheim

Das Amtsgericht Weinheim ist ein Gericht der ordentlichen Gerichtsbarkeit in Baden-Württemberg. Es ist eines von drei Amtsgerichten im Bezirk des Landgerichts Mannheim.

## Gerichtsbezirk und Zuständigkeit
Das Amtsgericht hat seinen Sitz in Weinheim. Der Gerichtsbezirk umfasst den Nordteil des ehemaligen Landkreises Mannheim mit Heddesheim, Hemsbach, Hirschberg an der Bergstraße, Ladenburg, Laudenbach, Schriesheim und Weinheim. 2007 lebten 109.331 Menschen in dem Bezirk.
Das Amtsgericht Weinheim ist innerhalb seines Gerichtsbezirks für Zivil-, Familien- und Strafsachen als erstinstanzliches Gericht zuständig. Es ist zuständig für Vollstreckungssachen und führt das Vereins- und Güterrechtsregister.

## Instanzenzug
Dem Amtsgericht direkt übergeordnet ist das Landgericht Mannheim, das zum Bezirk des Oberlandesgerichts Karlsruhe gehört.

## Geschichte

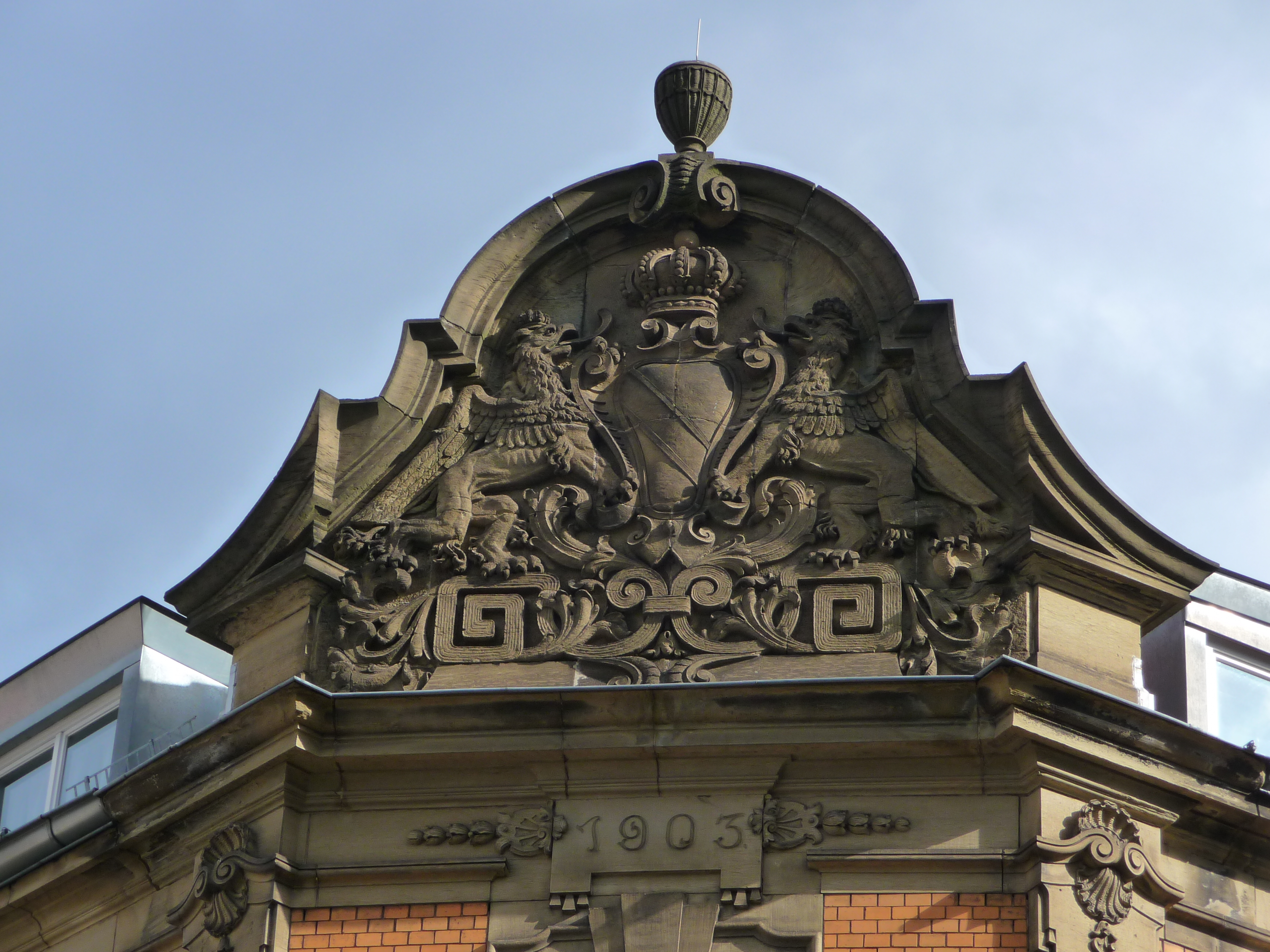
Badisches Wappen

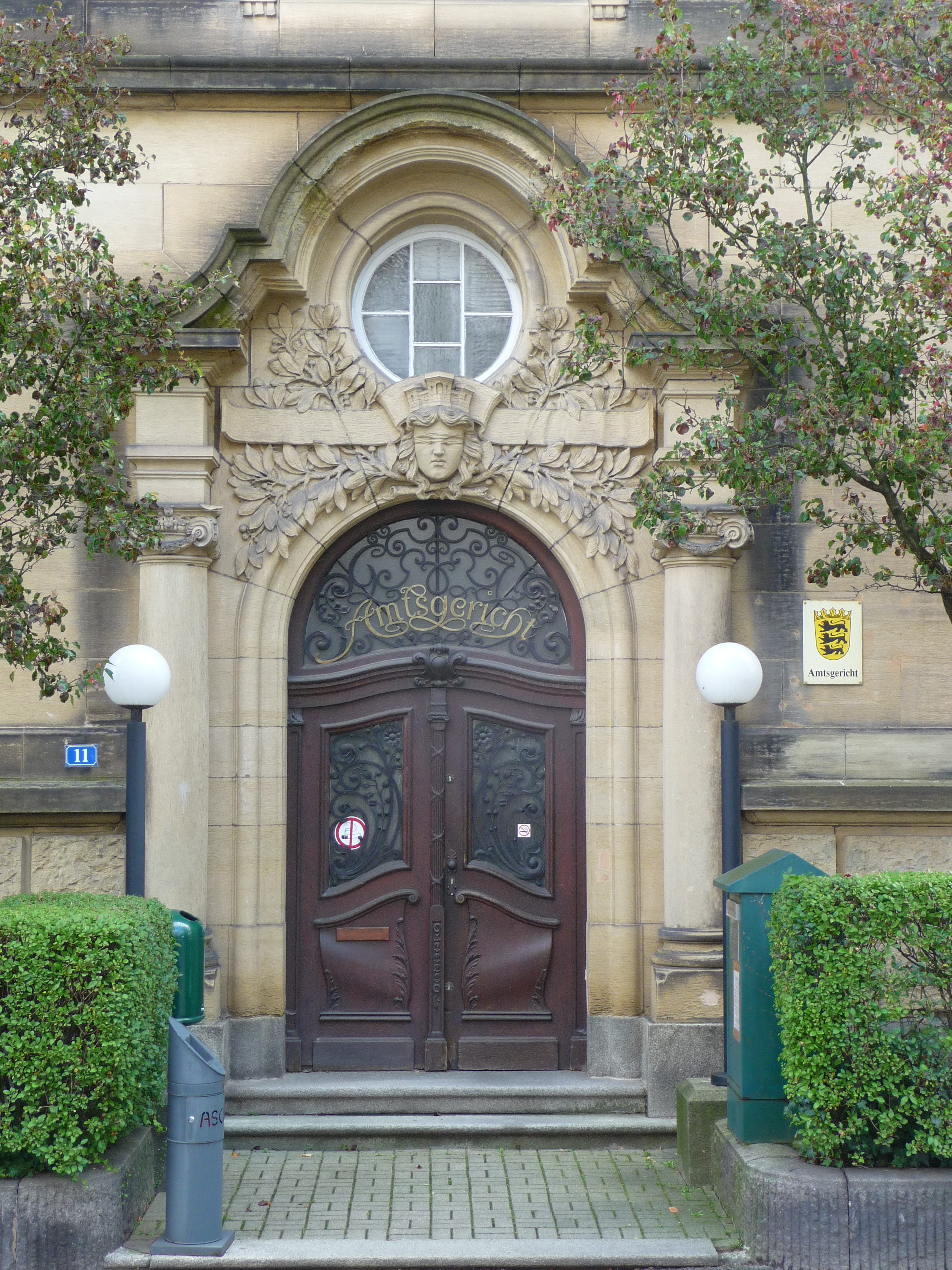
Eingangsportal

Ein Stadtgericht gab es in Weinheim bereits seit dem Mittelalter. Mit dem Übergang Weinheims von der Kurpfalz an Baden 1803 wurde das Amt Weinheim gegründet, das die erste Instanz in Straf- und Zivilsachen übernahm. 1857 wurde in Baden die Trennung von Verwaltung und Justiz vollzogen und das Amtsgericht Weinheim gegründet. Es war im Gebäude Rote Turmstraße 10 untergebracht. Bereits 1868 mussten weitere Räume angemietet werden. Im Zuge der Reformen des Gerichtsverfassungsgesetzes bekam das Amtsgericht 1879 seine im Prinzip noch heute bestehende Struktur. Zur Jahrhundertwende wurde unter Zuständigkeit der Großherzoglichen Bauinspektion Mannheim ein neues Gerichtsgebäude errichtet. Wegen steigender Arbeitsbelastung wurde zwischen 1957 und 1968 die Zahl der Richterstellen erhöht, und durch den Auszug des Grundbuchamts und des Notariats konnten weitere Räumlichkeiten im Gerichtsgebäude gewonnen werden. Trotzdem stand das Amtsgericht Weinheim 1972/1973 zur Disposition, als die Schließung kleiner Amtsgerichte diskutiert wurde. Stattdessen wurde aber der Gerichtsbezirk um Ladenburg und Schriesheim erweitert.

## Gebäude
Der Neubau für das Amtsgericht wurde zwischen 1901 und 1904 ausgeführt. Planung und Bauleitung oblagen dem großherzoglichen Baurat Schäfer, der zur selben Zeit auch für den Neubau des Amtsgerichts Mannheim verantwortlich zeichnete. Die Architektur ist geprägt von neobarocken Sandstein-Gliederungen. Den Eckgiebel des Dachs bekrönt das Wappen des Großherzogtums Baden, ebenfalls aus Sandstein gefertigt. Das Eingangsportal zeigt Jugendstil-Formen. Die ursprünglich im Gebäude vorhandenen Dienstwohnungen wurden mit der Erweiterung des Personals im Laufe der Zeit zu Büroräumen umgenutzt. Zwischen 1995 und 1997 wurde das Amtsgericht ausgelagert und das unter Denkmalschutz stehende Gebäude umfassend renoviert. Auch das historische Mobiliar wurde restauriert.